# Pavia (cognome)
Pavia è un cognome di lingua italiana.

## Varianti
Pavese, Pavesi.

## Origine e diffusione
Cognome tipicamente lombardo-piemontese, è presente prevalentemente nel milanese e nel pavese, con ceppi anche nel trapanese e nel reggino.
Potrebbe derivare dal toponimo Pavia, ad indicare il luogo di provenienza del capostipite.
In Italia conta circa 807 presenze.
La variante Pavesi è tipica della Lombardia sud-occidentale; Pavese è piemontese, con presenze nell'astigiano, nell'alessandrino e nel torinese.

## Persone
- Enrica Pavia – cestista italiana